# Agrela (Fafe)

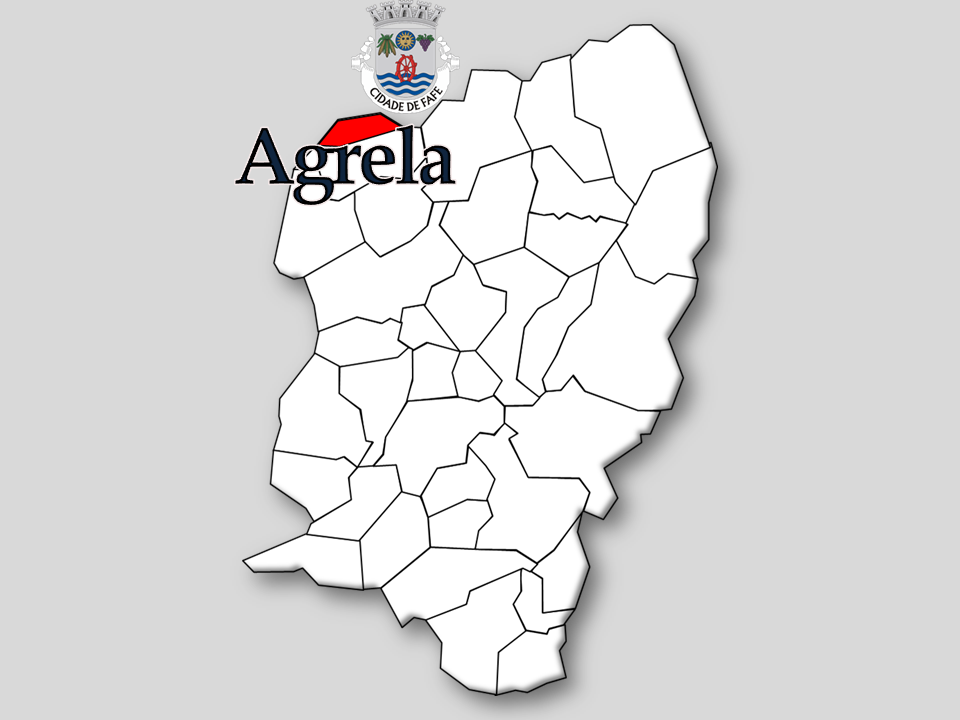
Localização da Freguesia de Agrela no Município de Fafe

Agrela é uma localidade portuguesa do Município de Fafe que foi sede da extinta Freguesia de Agrela, freguesia que tinha 1,43 km² de área e 187 habitantes (2011), e, por isso, uma densidade populacional de 130,8 hab./km².
A Freguesia de Agrela foi extinta em 2013, no âmbito de uma reforma administrativa nacional, para, em conjunto com a Freguesia de Serafão, formar uma nova freguesia denominada União de Freguesias de Agrela e Serafão com a sede na Rua do Dr. Parcídio de Matos, 70, em Serafão.
Situada num vale fértil e aprazível, na fronteira com os Município de Póvoa de Lanhoso e Guimarães, Agrela vai sobrevivendo "às marés"… E compará-la a um rio, é talvez a melhor forma de a identificar. Uma freguesia que corre ao sabor do tempo, mas que transborda em cada olhar um sentimento de pertença. Um povo que procura melhores condições de vida, galgando as dificuldades de quem vive longe do centro do concelho.
Há notícias da existência no seu território de importantes vestígios de ocupação pré-histórica e de redutos castrejos, conhecendo-se igualmente documentos relativos à freguesia na Idade Média, concretamente no século XI. Santa Cristina, é a padroeira de Agrela, em honra da qual se organiza a habitual festa anual. Tal como algumas freguesias que estabelecem limites com outros concelhos, Agrela já pertenceu a Guimarães, tendo sido anexada ao concelho (atual município) de Fafe em 1853.

## População
| Número de habitantes da freguesia de Agrela | Número de habitantes da freguesia de Agrela | Número de habitantes da freguesia de Agrela | Número de habitantes da freguesia de Agrela | Número de habitantes da freguesia de Agrela | Número de habitantes da freguesia de Agrela | Número de habitantes da freguesia de Agrela | Número de habitantes da freguesia de Agrela | Número de habitantes da freguesia de Agrela | Número de habitantes da freguesia de Agrela | Número de habitantes da freguesia de Agrela | Número de habitantes da freguesia de Agrela | Número de habitantes da freguesia de Agrela | Número de habitantes da freguesia de Agrela | Número de habitantes da freguesia de Agrela |
| ------------------------------------------- | ------------------------------------------- | ------------------------------------------- | ------------------------------------------- | ------------------------------------------- | ------------------------------------------- | ------------------------------------------- | ------------------------------------------- | ------------------------------------------- | ------------------------------------------- | ------------------------------------------- | ------------------------------------------- | ------------------------------------------- | ------------------------------------------- | ------------------------------------------- |
| 1864                                        | 1878                                        | 1890                                        | 1900                                        | 1911                                        | 1920                                        | 1930                                        | 1940                                        | 1950                                        | 1960                                        | 1970                                        | 1981                                        | 1991                                        | 2001                                        | 2011                                        |
| 290                                         | 289                                         | 288                                         | 318                                         | 318                                         | 290                                         | 345                                         | 376                                         | 402                                         | 396                                         | 338                                         | 367                                         | 339                                         | 271                                         | 187                                         |